# Rotflossenbarbe
Die Rotflossenbarbe (Systomus orphoides, Syn.: Barbus orphoides, Puntius orphoides) ist ein Süßwasserfisch aus der Familie der Karpfenfische (Cyprinidae). Ihr Verbreitungsgebiet reicht von Thailand (Mekong, Mae Nam Chao Phraya und Mae Nam Mae Klong) über die Malaiische Halbinsel, bis zu den indonesischen Inseln Borneo, Java und Madura.

## Merkmale
Die Rotflossenbarbe wird 25 Zentimeter lang. Ihr Körper ist schlanker als der der meisten anderen Puntius-Arten und ist mit relativ großen Schuppen bedeckt. Die Grundfarbe ist silbrig, der Rücken schimmert grünlich oder bräunlich, die Körperseiten bläulich. Auf dem Kiemendeckel findet sich ein unscharf begrenzter, roter Fleck. Jungfische besitzen einen weiteren dunklen Fleck auf der Schwanzwurzel. Die Schwanzflosse ist rötlich oder transparent und besitzt oben und unten schwarze Ränder. Alle anderen Flossen sind rot. Ein schmales schwarzes Band zieht sich an beiden Seiten von den Kiemenöffnungen zur Basis der Bauchflossen. Rotflossenbarbe besitzen zwei Bartelpaare. Die Geschlechter unterscheiden sich in der Färbung nicht. 
- Flossenformel: Dorsale: 4/8; Anale: 2–3/5; Pectorale: 1/14–16; Ventrale: 1/8.
- Schuppenformel: mLR 31–34.

Der letzte unverzweigte Rückenflossenstrahl ist verknöchert und an seiner Hinterkante gesägt.

## Lebensweise
Die Rotflossenbarbe kommt in Flüssen und Strömen vor, vor allem aber in kleinen Flüssen, Bächen und in der Regenzeit, wenn sie sich fortpflanzt, auf überfluteten Flächen. Jungfische erscheinen im Juli und im August. Die adulten Tiere verlassen die überschwemmten Flächen von Dezember bis Januar.

## Nutzung
In ihrem Verbreitungsgebiet wird die Rotflossenbarbe als Speisefisch gefangen. Sie wird frisch vermarktet oder, in Kambodscha, zu Prahok, einer Fischpaste verarbeitet. Für aquaristische Zwecke wird die Art zu groß.